# Svartblodbi
Svartblodbi (Sphecodes niger) är en biart som beskrevs av Hagens 1874. Den ingår i släktet blodbin och familjen vägbin. Inga underarter finns listade i Catalogue of Life. Arten finns sparsamt i Sverige, men saknas helt i Finland.

## Beskrivning
Ett bi med svart huvud och mellankropp. Honan har samma utseende som hos de flesta blodbin, med delvis röd bakkropp. Första och andra tergiterna är röda, den tredje svart utom längst fram. Resten av bakkroppen är svart. Hos hanen är emellertid hela bakkroppen svart. Han har dessutom ansiktet täckt av vit behåring. Större delen av mellankropp och bakkropp är nästan helt slät hos båda könen, med bara ett fåtal punkter, till skillnad mot vad som är fallet hos de flesta andra arter i släktet. Honan är 5 till 6 mm lång, hanen omkring 5 mm.

## Ekologi
Haitaten är mycket varierande som sandiga områden som tallskog på sandgrund, sandbackar, grustäkter, hedar, klippiga områden, gräsmarker, betesängar, buskageområden samt trädgårdar i lantligare områden.
Arten besöker korgblommiga växter som röllika och kanadensiskt gullris samt flockblommiga växter som bockrot, björnloka och nötkörvel. Honorna kommer fram under våren och flyger till tidig höst, hanarna från juli till september.

### Fortplantning
Likt alla blodbin är honan boparasit; hon bygger inga egna bon, utan lägger sina ägg i bon av smalbiet metallsmalbi. Tidigare har även framförts uppgifter om att lersmalbi skulle vara en värdart, men det anses sedan länge mindre troligt. I samband med äggläggningen dödar honan värdägget eller -larven, så hennes avkomma ostört kan leva på det insamlade matförrådet.

## Utbredning
I Europa finns arten från sydöstra Wales och södra och sydöstra England samt nordvästra delen av Iberiska halvön i väster till Ukraina i öster, samt till Lettland i norr. Den förekommer även i Turkiet och Nordafrika.
Arten förekommer inte i Finland.
I Sverige upptäcktes den för första gången så sent som 2003, då arten hittades på en lokal vid kusten i sydöstra Skåne. Sedan dess har den fram till och med 2025 hittats på ytterligare 26 lokaler i Skåne, varav en är godkänd av Artdatabanken, en lokal i västra Blekinge 2017 och en lokal på Gotland 2023.

## Bevarandestatus
Globalt är arten inte rödlistad, utan klassificerad som livskraftig (LC) av Internationella naturvårdsunionen (IUCN). I Sverige, där arten är mycket ovanlig, är den däremot rödlistad som sårbar (VU).